# Juan Carlos Moreno
Juan Carlos Moreno, né le 13 janvier 1994 à Buenaventura, est un athlète colombien, spécialiste du 110 m haies.
Il devient champion panaméricain junior en 2013 avec le record de 13 s 42, celui que détenait Dayron Robles. Il bat son propre record national qui était de 13 s 73.
Il porte son record personnel à 13 s 63 (-0.5) à Medellín le	28 avril 2018.